# Помутнение разума (фильм, 1992)
«Помутне́ние ра́зума» (англ. Mindwarp) — американский научно-фантастический художественный фильм 1992 года, поставленный режиссёром Стивом Барнеттом.

## Сюжет
2037 год. Земля пережила глобальную катастрофу: озоновый слой истощился, в результате чего бо́льшая часть территории планеты превратилась в радиоактивную пустыню. Лишь немногие области остаются пригодными для жизни. Человечество разделилось на несколько ветвей эволюции: некоторые люди («ползуны») ушли под землю и стали каннибалами, в результате чего постепенно мутировали и почти лишились разума, а другие, так называемые «спящие», живут в искусственно созданном иллюзорном мире, существование которого поддерживается при помощи сверхмощного компьютера.
Джуди живёт вместе с матерью. Образ жизни, который они ведут, перестаёт удовлетворять девушку. Она решает вырваться из виртуальной реальности, но это приводит к гибели её матери в реальном мире. «Спящие» изгоняют Джуди, и она едва не погибает от рук «ползунов», но её вовремя спасает мужчина по имени Стовер — отшельник, считающий себя последним «нормальным» человеком на Земле. «Ползуны» всё же хватают Джуди и Стовера и уводят в свой подземный город, где Стовера отправляют работать в шахты, а Джуди оставляют в живых по приказу предводителя мутантов — загадочного Провидца, носящего маску, который, в отличие от большинства своих подданных, не потерял способности мыслить и говорить. Корнелия, любовница Провидца, ревнует его к Джуди и пытается заразить девушку пиявкообразным паразитом. Её намерения раскрываются, и Провидец приговаривает дочь Корнелии Клодию к смерти. Мутанты умерщвляют Клодию при помощи гигантской мясорубки в ходе псевдорелигиозного обряда и пьют её кровь.
Тем временем Стоверу удаётся бежать из шахт, и он предпринимает попытку вернуться наверх вместе с Джуди, однако их вновь ловят «ползуны». Стовера бросают в полузатопленную камеру, где на него нападают мутанты-паразиты. Провидец сообщает Джуди, что на самом деле он — её отец, и раскрывает ей свой план: он хочет, чтобы Джуди родила от него здоровых детей, которые смогли бы дальше возглавлять мутантов. Девушка бежит от Провидца и освобождает Стовера. Их обоих в очередной раз хватают, и Провидец отправляет их на казнь посредством мясорубки. Стовер сражается с отцом Джуди и сбрасывает в мясорубку его самого, после чего «ползуны» провозглашают Джуди своей новой Провидицей. Стовер, чей разум помутился от укусов пиявок-мутантов, настаивает на том, чтобы она приняла их предложение и осталась в подземном городе.
Джуди сбегает на поверхность, Стовер преследует её. Когда они останавливаются, чтобы поговорить, заражённый Стовер внезапно изрыгает на неё множество личинок паразитов. В этот момент девушка просыпается и понимает, что всё это было симуляцией реальности. Джуди оказывается в комнате системного администратора. Тот говорит, что она показала свою способность справляться с системой и теперь сама может стать системным администратором. Джуди соглашается на эту должность, а старый администратор, оказавшийся её отцом, уходит.

## В ролях
| Актёр         | Роль     |
| ------------- | -------- |
| Брюс Кэмпбелл | Стовер   |
| Марта Мартин  | Джуди    |
| Ангус Скримм  | Провидец |
| Элизабет Кент | Корнелия |
| Мэри Бекер    | мама     |
| Венди Сэндоу  | Клод     |
| Брайан Брилл  | Тенор    |

## Производство
Бюджет фильма составил менее 1 млн долларов.
Съёмки заняли 22 дня и проходили на заброшенных шахтах в Мичигане, а также на студии в Висконсине.

## Награды и номинации
В 1993 году фильм номинировался на премию International Fantasy Film Award в категории «Лучший фильм» на кинофестивале «Фантаспорту».